# اردشیر فهیمی
اردشیر فهیمی (زادهٔ ۱۳۳۳ در سنندج – درگذشتهٔ ۵ شهریور ۱۳۹۲ در تهران) موسیقی‌دان و نوازنده اهل ایران بود.

## زندگی هنری
اردشیر فهیمی در سال ۱۳۳۳ در یکی از طایفه های اصیل سنندج متولد شد. از کودکی به موسیقی گرایش داشت و نزد «حسن کامکار» نواختنِ ویلن را فراگرفت. او به تشویق حسن کامکار نوازندگی قیچک را نیز آغاز نمود و پس از تحصیلات متوسطه به دانشگده هنرهای زیبای دانشگاه تهران راه یافت. وی در سال ۱۳۵۰ همکاری خود را با ارکستر فرهنگ و هنر سنندج آغاز نمود و در سال ۱۳۵۸ به عنوان نوازندهٔ ویلن به ارکستر سمفونیک تهران به رهبری حشمت سنجری پیوست. پس از آن به دلیل مهارت در نواختن ساز قیچک به ارکستر سازهای ایرانی منتقل شد. وی در سال ۱۳۶۳ به همراه گروه موسیقی عارف در آلمان به اجرای برنامه پرداخت. او به منظور شناساندن موسیقی ایرانی سفرهایی به کشورهای فرانسه، اسپانیا، ایتالیا، ژاپن، روسیه و آمریکا با ارکسترها و خوانندگان ایرانی و خارجی داشت و مدتی در دانشگاه برکلی آمریکا کلاس‌هایی برای آشنایی با نوازندگی و تاریخچه دف برگزار نمود.

## فعالیت‌های هنری
از جمله فعالیت‌های هنری اردشیر فهیمی به موارد زیر می‌توان اشاره نمود:
همکاری با ارکستر سمفونیک تهران، همکاری با گروه موسیقی عارف، همکاری با گروه موسیقی مولانا، همکاری با گروه موسیقی تنبور شمس

## آثار هنری
از جمله آثار هنری که اردشیر فهیمی در آن‌ها حضور داشته به موارد زیر می‌توان اشاره نمود:
- آلبوم موسیقی «دستان» به آهنگسازی «پرویز مشکاتیان» و خوانندگی «محمدرضا شجریان» (نوازندهٔ قیچک)[۴]
- آلبوم موسیقی «صبح مشتاقان» به آهنگسازی «پرویز مشکاتیان» و خوانندگی «علی جهاندار» (نوازندهٔ قیچک)[۵]
- آلبوم موسیقی «مطرب مهتاب‌رو» به آهنگسازی «کیخسرو پورناظری» و خوانندگی «شهرام ناظری» (نوازندهٔ دف)[۶]
- آلبوم موسیقی «حیرانی» به آهنگسازی «کیخسرو پورناظری» و خوانندگی «شهرام ناظری» (نوازندهٔ دف)
- آلبوم موسیقی «چشم براه» به آهنگسازی «عطا جنگوک» و خوانندگی «شهرام ناظری» (نوازندهٔ دف)
- آلبوم موسیقی «مردان خدا» به خوانندگی «جلال الدین محمدیان» (نوازندهٔ دف)
- آلبوم موسیقی «گلاریژان» به آهنگسازی «علی‌اکبر مرادی» و خوانندگی «بیژن کامکار» (نوازندهٔ تمبک)

## درگذشت
اردشیر فهیمی ۵ شهریور ۱۳۹۲ بر اثر سانحه رانندگی در بزرگراه شیخ فضل‌الله نوری تهران درگذشت. او در حال عبور از بزرگراه بوده که توسط یک خودرو پژو ۲۰۶ مورد اصابت قرار می‌گیرد و به علت گریختن راننده، به موقع به بیمارستان منتقل نمی‌شود. پیکر وی در تاریخ ۱۰ شهریور ۱۳۹۲ در قطعه ۱۰۳ بهشت زهرا به خاک سپرده شد.